# هيو أ. روبرتسون
هيو أ. روبرتسون (بالإنجليزية: Hugh A. Robertson)‏ هو مونتير ومخرج أمريكي، ولد في 28 مايو 1932 في بروكلين في الولايات المتحدة، وتوفي في 10 يناير 1988 في لوس أنجلوس في الولايات المتحدة.

## وصلات خارجية
- هيو أ. روبرتسون على موقع IMDb (الإنجليزية)
- هيو أ. روبرتسون على موقع ألو سيني (الفرنسية)
- هيو أ. روبرتسون على موقع أول موفي (الإنجليزية)
- هيو أ. روبرتسون على موقع قاعدة بيانات الأفلام السويدية (السويدية)
- هيو أ. روبرتسون على موقع قاعدة بيانات الفيلم (الإنجليزية)
- هيو أ. روبرتسون على موقع كينوبويسك (الروسية)